# Орден «За военные заслуги» (Бавария)
Орден «За военные заслуги» (нем. Militärverdienstorden) был учреждён 19 июля 1866 года королём Баварии — Людвигом II. Орден считался основной наградой королевства за проявленную храбрость и военные заслуги и вручался офицерам и высокопоставленным чиновникам. Гражданские лица, оказавшие услугу армии, также могли быть представлены к этой награде.

## Описание
Орден имел форму Мальтийского креста, покрытого синей эмалью, с расположенным в центре медальоном. Между лучами креста в основных степенях ордена (после 1905 года — во всех степенях) отображалось золотое пламя (после 1905 года в наградах 4-го класса цвет пламени был изменён на серебряный). На лицевой стороне центрального медальона, на чёрном эмалированном фоне, размещался позолоченный вензель «L» (в честь основателя ордена короля Людвига II), а также слово «MERENTI» (с лат. — «Достойному») написанное золотыми буквами по окружности белого кольца обрамлявшего центральный медальон. На чёрном эмалированном реверсе располагался золотой Баварский лев и дата учреждения награды «1866» в белом кольце. Разные степени ордена отличались по своим размерам и правилам ношения: на шейной ленте, наплечной или нагрудной орденской ленте.

## Степени
К Первой мировой войне, после всеобщего пересмотра орденских статутов в 1905 году, орден делился на следующие степени:
- Большой крест (нем. Großkreuz) — крест носился на плечевой ленте с нагрудной звездой.
- 1-й класс (нем. 1. Klasse) — крест меньших размеров, носился на плечевой ленте с нагрудной звездой.
- 2-й класс (нем. 2. Klasse) — крест меньших размеров, носился на шейной ленте.
- Офицерский крест (нем. Offizierskreuz) — крест крепился на нижней части левой стороны груди на заколке; нижний луч креста был удлинённых размеров.
- 3-й класс (нем. 3. Klasse) — крест меньших размеров крепился на верхней части левой стороны груди, носился на орденской ленте.
- 4-й класс (нем. 4. Klasse) — подобен награде 3-го класса, отличие заключалось в серебряном цвете пламени; дополнительно могли прилагаться мечи и корона.

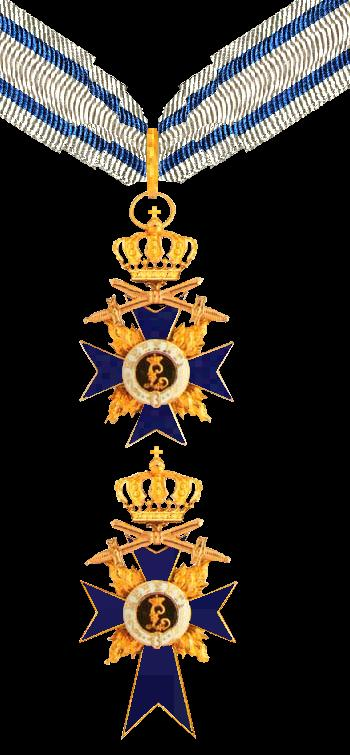
Баварский орден «За военные заслуги» степеней 2-го класса и Офицерский крест. Оба образца представлены с короной и мечами

Орден мог вручаться с мечами или без них, что как правило и отличало награды военного времени. Большой крест и орден 1-го класса всегда шли в комплекте с нагрудной звездой, награда 2-го класса могла идти вместе с нагрудной звездой или без оной. 3-й и 4-й классы могли также комплектоваться короной. Орден с короной вручался в случае, если офицер повторно награждался орденом, но из-за недостаточно высокого звания не мог получить орден следующего класса. Однако в определённых случаях повторное награждение могло привести к присвоению ордена более высокого класса, нежели присущий текущему званию отличившегося.
В течение Первой мировой войны орден вручался по следующим критериям:
- Большой крест с мечами (нем. Großkreuz mit Schwertern) — фельдмаршалы, генерал-полковники, генералы
- 1-й класс с мечами (нем. 1. Klasse mit Schwertern) — генералы, иногда генерал-лейтенанты
- 2-й класс со звездой и мечами (нем. 2. Klasse mit dem Stern und mit Schwertern) — генерал-лейтенанты, генерал-майоры уже имеющие 2-й класс с мечами
- 2-й класс с мечами (нем. 2. Klasse mit Schwertern) — генерал-майоры
- Офицерский крест с мечами (нем. Offizierskreuz mit Schwertern) — полковники, иногда подполковники
- 3-й класс с короной и мечами (нем. 3. Klasse mit der Krone unde mit Schwertern) — полковники, подполковники
- 3-й класс с мечами (нем. 3. Klasse mit Schwertern) — подполковники, майоры
- 4-й класс с короной и мечами (нем. 4. Klasse mit der Krone unde mit Schwertern) — майоры, капитаны (иногда лейтенанты) уже имеющие 4-й класс с мечами
- 4-й класс с мечами (нем. 4. Klasse mit Schwertern) — капитаны и лейтенанты

Унтер-офицерам и военнослужащим рядового состава вручался крест «За военные заслуги».

«мирная» лента

«военная» лента

лента некомбатантов

Крест «За военные заслуги» имел следующие степени отличия:
- Крест 1-го класса короной и мечами
- Крест 1-го класса с мечами
- Крест 1-го класса
- Крест 2-го класса с короной и мечами
- Крест 2-го класса с мечами
- Крест 2-го класса
- Крест 3-го класса с короной и мечами
- Крест 3-го класса с мечами
- Крест 3-го класса

И орден и крест могли вручаться на ленте трёх расцветок: за отличия мирного времени, за отличия военного времени, и для некомбатантов. Мечи на кресте означали награждение в военное время. Крест с короной (аналогично ситуации с орденами) вручался в случае, если военнослужащий повторно награждался крестом, но из-за недостаточно высокого звания не мог получить крест следующего класса.